# Lucille Ball
Lucille Désirée Ball (Jamestown, 6 de agosto de 1911 - Los Angeles, 26 de abril de 1989) foi uma atriz, comediante, cantora, modelo, executiva cinematográfica, e produtora televisiva norte-americana.
Sua carreira começou em 1929, quando ela conseguiu trabalho como modelo. Pouco depois, se aventurou na Broadway como atriz usando o nome artístico de Diane (ou Dianne) Belmont. Mais tarde, apareceu em filmes nas décadas de 1930 e 1940 como contratada para a RKO Radio Pictures, sendo escalada como corista ou em papéis semelhantes, com papéis principais em filmes de baixo orçamento. Durante essa época, ela conheceu o seu primeiro marido, Desi Arnaz. Na década de 1950, Ball estreou na televisão, onde ela e Arnaz criaram a sitcom I Love Lucy. Ball deu à luz sua primeira filha, Lucie, em 1951, seguido por Desi Arnaz Jr. em 1953. Ball e Arnaz se divorciaram em maio de 1960 e ela se casou com o comediante Gary Morton em 1961.
Ball produziu e estrelou o musical da Broadway Wildcat de 1960 a 1961. Em 1962, se tornou a primeira mulher a dirigir um grande estúdio de televisão, Desilu Productions, que produziu muitas séries populares de televisão, incluindo Mission: Impossible e Star Trek. Depois de Wildcat, Ball se juntou com Vivian Vance para estrelar na sitcom The Lucy Show, que foi ao ar na CBS de 1962 a 1968. Em seguida, estrelou uma nova série, Here's Lucy, com Gale Gordon, o programa durou até 1974.
Em 1985, interpretou um papel dramático no telefilme Stone Pillow. No ano seguinte, estrelou Life with Lucy, que, ao contrário de seus outros seriados, não foi bem recebido; o programa foi cancelado três meses depois. Ball morreu em abril de 1989 de um aneurisma da aorta abdominal aos 77 anos de idade.
Em dezembro de 2021, A Amazon Prime Video lançou Being the Ricardos, filme dirigida e escrita por  Aaron Sorkin que conta os bastidores de gravação do sitcom I Love Lucy.

## Biografia

### Infância
Luci Ball nasceu em Jamestown, Nova York, no extremo oeste do estado. Sua família era batista, e sua ascendência incluí escocês, francês, irlandês e Inglês. Com três anos, Lucille se mudou com os pais de Jamestown para Anaconda, e depois para Trenton.
Depois que seu pai morreu, sua mãe voltou para Nova York com seus parentes. Ball e seu irmão foram criados por sua mãe e avós maternos, em Celoron, New York, a oeste de Jamestown. Seu avô, Fred Hunt, gostava de teatro. Frequentemente levava a família ao teatro de variedades e encorajou jovem Lucy a participar.
Quatro anos após a morte de seu pai, a mãe de Ball se casou novamente, com Edward Peterson. Enquanto sua mãe e padrasto procuravam trabalho em outra cidade, Ball e seu irmão foram cuidadas pelos pais de seu padrasto.

### Adolescência
Em 1925, Ball, então com 14 anos, começou a namorar Johnny DeVita de 23 anos, sua mãe concordava com o relacionamento e apesar da atual situação financeira da família, conseguiu que Lucille fosse estudar na John Murray Anderson School, uma escola de Artes Dramáticas em Nova York. Ball disse mais tarde que "Tudo o que eu aprendi na escola de teatro foi a forma de ter medo".

## Carreira
Em 1928, começou a trabalhar como modelo para Hattie Carnegie. Em 1932, ela voltou para Nova York, em busca de trabalho como atriz na Broadway. Em 1933, mudou-se permanentemente para Hollywood, e apareceu em vários papéis pequenos em filmes na década de 1930 pela RKO Pictures, incluindo a comédia Patetas é Apelido (1934), com o grupo Os Três Patetas, e um filme com os Irmãos Marx, Por Conta do Bonifácio (1938), ela também aparece com Fred Astaire e Ginger Rogers no filme Roberta (1935) e O Picolino (1935), bem como em um breve papel de apoio em Nas Águas da Esquadra (1936). Seu primeiro papel de destaque no cinema, foi em No Teatro da Vida em 1937. Em 1940, Lucille Ball assinou contrato com a Metro-Goldwyn-Mayer, mas ela nunca alcançou grande estrelato em filmes do estúdio. Em 1941 em 1943, ela apareceu, respectivamente, em A Girl, a Guy and Gob e Du Barry Era um Pedaço. Em 1946, estrelou o filme A Mulher e a Mentira (1946), produzido pela Universal Studios.

### I Love Lucy e Desilu Productions

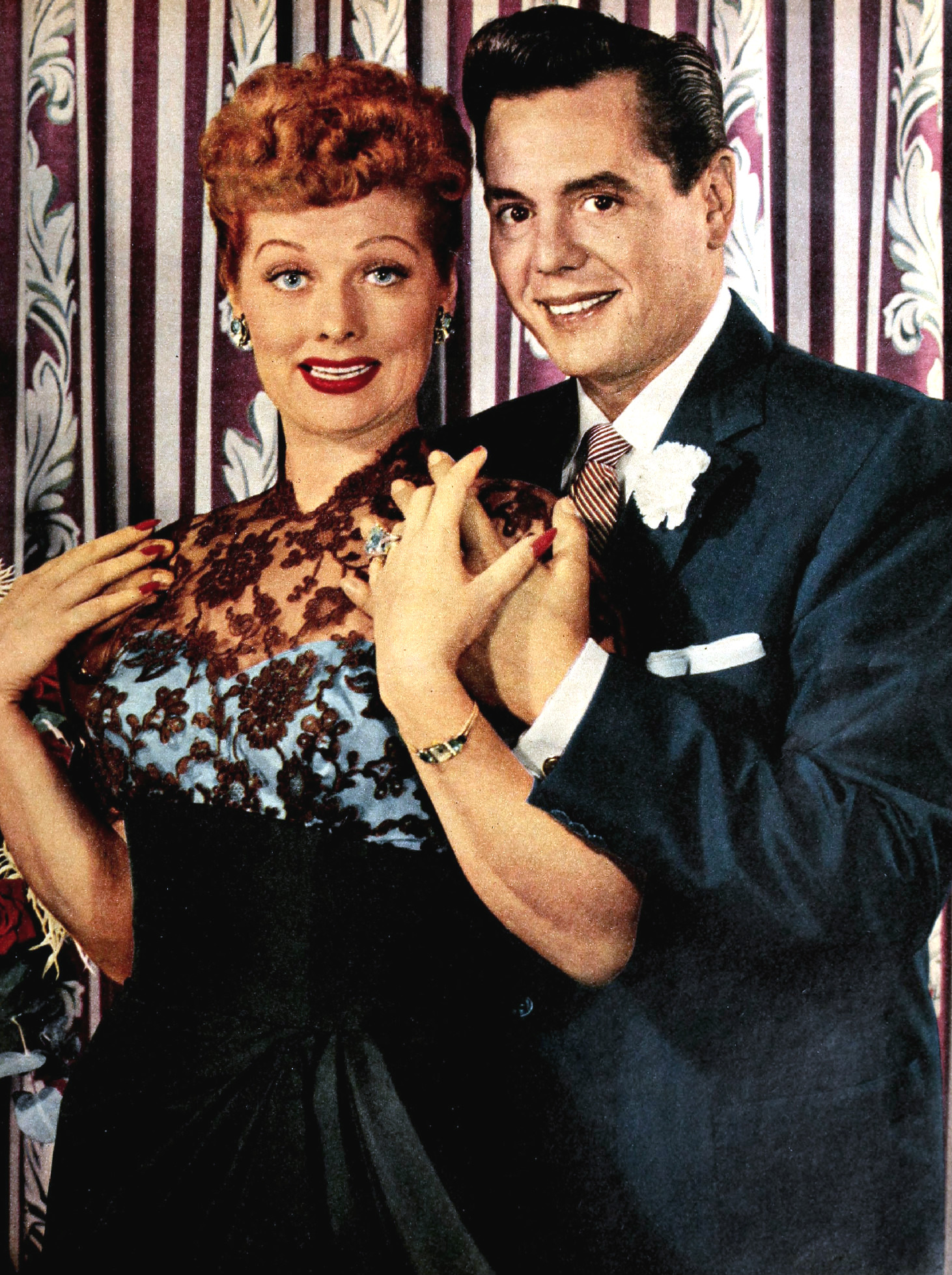
Lucille Ball e Desi Arnaz, 1955

Em 1948, apareceu como Liz Cugat (mais tarde "Cooper"), em My Favorite Husband, um programa de grande sucesso transmitido pela CBS Radio, a CBS pediu-lhe depois para desenvolvê-lo para a televisão, Ball concordou, mas insistiu em trabalhar com seu marido, Desi Arnaz. Os executivos da CBS não concordaram em um primeiro momento, pois pensavam que o público não aceitaria uma ruiva norte-americana e um cubano como um casal. A CBS inicialmente não se impressionou com o episódio piloto produzido pela empresa Desilu Productions, por isso o casal saiu em turnê com I Love Lucy que foi um sucesso, convencendo a CBS, que a colocou em sua programação. I Love Lucy consagrou sua carreira, mais que isso, foi um caminho achado por ela para tentar salvar seu casamento com Desi Arnaz, que não ia nada bem, em parte pelos horários que ambos mantinham.
Ball foi a primeira mulher na televisão a ser dona de uma empresa de produção: a Desilu Productions, empresa que ela e Arnaz formaram. Depois de seu divórcio em 1960, ela comprou a participação de Arnaz no estúdio. Desilu e I Love Lucy foram pioneiros de uma série de métodos ainda em uso em produção na TV hoje. Assim nas décadas seguintes o "I love Lucy" rendeu uma fortuna a seus criadores. Exportado para cerca de 80 países, até hoje esses episódios são apresentados na televisão.
Foi a primeira atriz a continuar a filmar os episódios de uma série de TV mesmo estando grávida. Ela convenceu os produtores a fazer com que sua personagem também engravidasse, e em 19 de janeiro de 1953 cerca de 44 milhões de espectadores acompanharam o parto de sua personagem, algumas horas depois que a atriz deu à luz Desi Arnaz Junior.
A Desilu produziu vários outros shows populares, como o sitcom Our Miss Brooks, estrelado por Eve Arden, The Untouchables, Star Trek, e Mission: Impossible, até ser vendida e incorporada pela Paramount Pictures em 1967.

### Final de carreira
Ball fez mais alguns filmes, incluindo Os Meus, os Seus e os Nossos (1968), e o musical Mame (1974), e dois sitcoms para a CBS: The Lucy Show (1962-1968), com Vivian Vance e Gale Gordon, e Here's Lucy (1968-1974), que também contou com Gordon, e seus filhos, Lucie Arnaz e Desi Arnaz, Jr.
Durante meados dos anos 1980, Ball tentou ressuscitar sua carreira na televisão. Em 1985, estrelou um telefilme dramático chamado Stone Pillow. Em 1986, sua comédia comeback Life with Lucy, foi cancelada com menos de dois meses de sua exibição pela ABC.
Em Fevereiro de 1988, foi nomeada a um Hasty Pudding Woman of the Year. Em maio de 1988, Ball foi hospitalizada depois de sofrer um leve ataque cardíaco. Sua última aparição pública foi na 61ª entrega do Oscar no qual ela e seu colega, o apresentador Bob Hope, receberam uma ovação de pé.

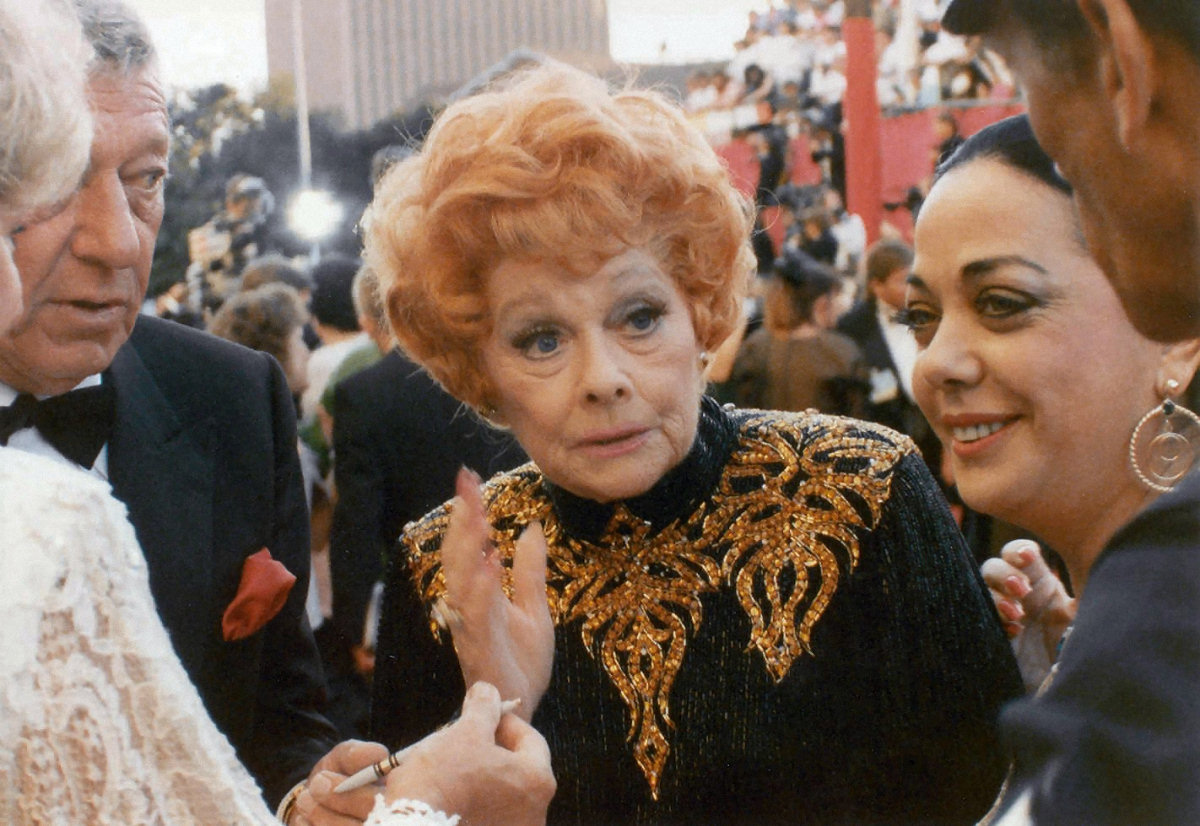
Lucille Ball na 61ª entrega do Oscar, em 29 de março de 1989. Foi a última aparição pública da atriz. Lucille morreu menos de um mês depois

## Morte
Em 18 de abril de 1989, Ball se queixou de dores no peito. Uma ambulância foi chamada e ela foi levada às pressas para a sala de emergência do hospital Cedars-Sinai Medical Center. Foi diagnosticada com aneurisma dissecante da aorta e foi submetida a uma cirurgia cardíaca por cerca de oito horas, recebendo uma aorta de um homem de 27 anos que tinha morrido em um acidente de moto. A cirurgia foi bem sucedida, e Ball começou a se recuperar muito rapidamente. No entanto, pouco depois do amanhecer de 26 de abril, Ball acordou com fortes dores nas costas e logo perdeu a consciência. Ela morreu logo depois. Os médicos disseram que a comediante de 77 anos tinha sucumbido a uma segunda ruptura da aorta, desta vez na área abdominal, e que não estava relacionado com a cirurgia na semana anterior.
Suas cinzas cremadas foram inicialmente enterradas no Forest Lawn - Hollywood Hills Cemetery, em Los Angeles, mas, em 2002, seus filhos mudaram seus restos para o jazigo da família em Lake View Cemetery, em Jamestown, Nova York, onde os pais de Ball, irmão e avós estão enterrados.

## Vida pessoal
Em 17 de julho de 1951, um mês antes do seu aniversário de 40 anos, Lucille Ball deu à luz seu primeiro filho, Lucie Arnaz Désirée. Um ano e meio depois, nascia seu segundo filho, Alberto Desiderio Arnaz IV, conhecido como Desi Arnaz, Jr.,  Ela e Desi Arnaz se casaram em 1940, conviveram juntos durante 20 anos, até se divorciarem em 1960, mas a atriz se casou dois anos depois com o também ator Gary Morton.